# Nvidia-GeForce-50-Serie

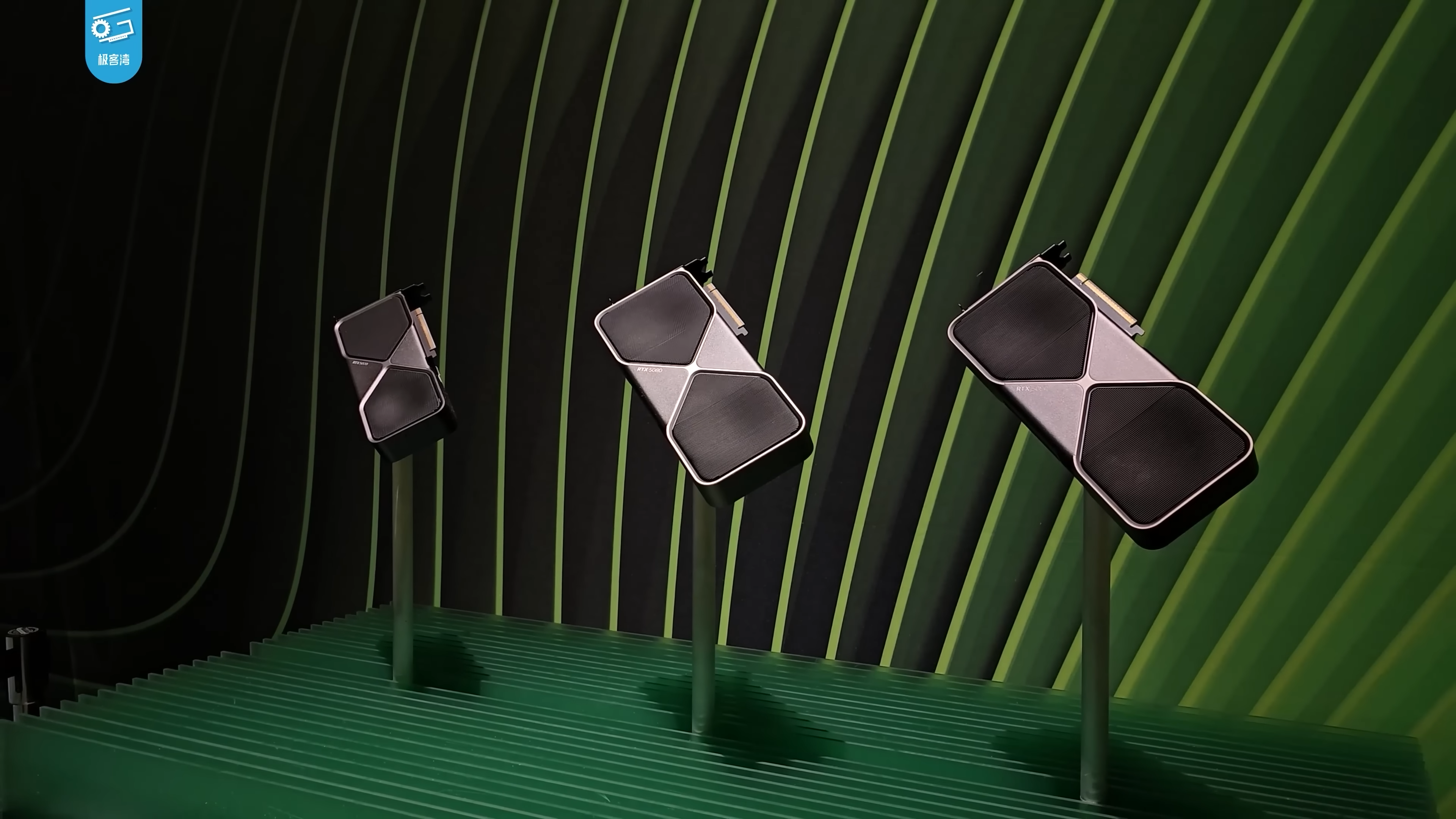
Die RTX 5070, RTX 5080 und RTX 5090 auf der CES 2025

Die GeForce-50-Serie ist eine Serie von Grafikkarten des Unternehmens Nvidia und Nachfolger der GeForce-40-Serie. Alle Grafikprozessoren basieren auf der Blackwell-Architektur, benannt nach dem US-amerikanischen Mathematiker David Blackwell und verfügen über RT-Kerne der vierten Generation von Nvidia RTX für hardwarebeschleunigtes Echtzeit-Raytracing sowie Tensor-Kerne der fünften Generation mit Fokus auf Deep Learning Super Sampling (DLSS). Am 6. Januar 2025 wurden die ersten Modelle der GeForce-50-Serie vorgestellt.
Die Grafikprozessoren werden bei TSMC im 4NP-Fertigungsprozess hergestellt, wobei es sich um einen für Nvidia angepassten 5-nm-Prozess handelt.

## Beschreibung

### GDDR7

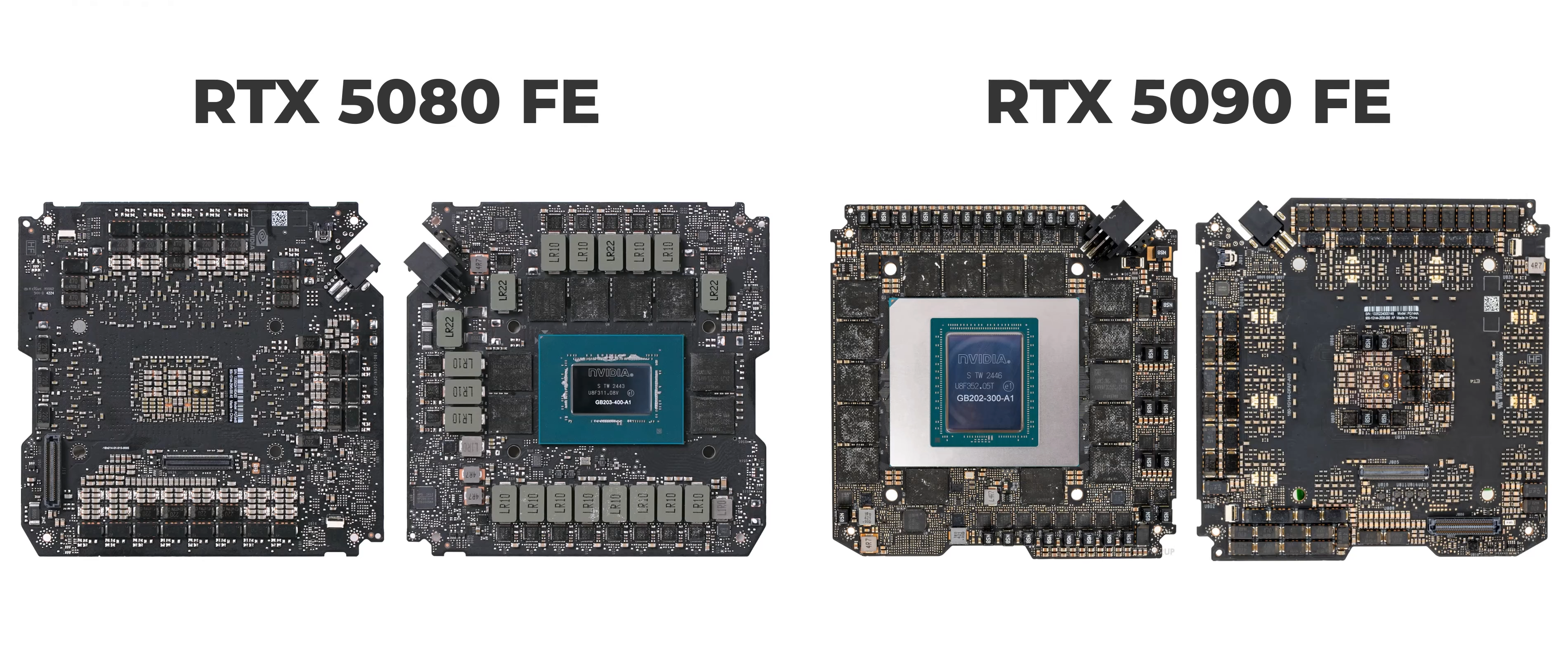
Die Leiterbahnplatten der RTX 5080 und 5090 (oben und unten; „FE“ für die Founders Edition von Nvidia)

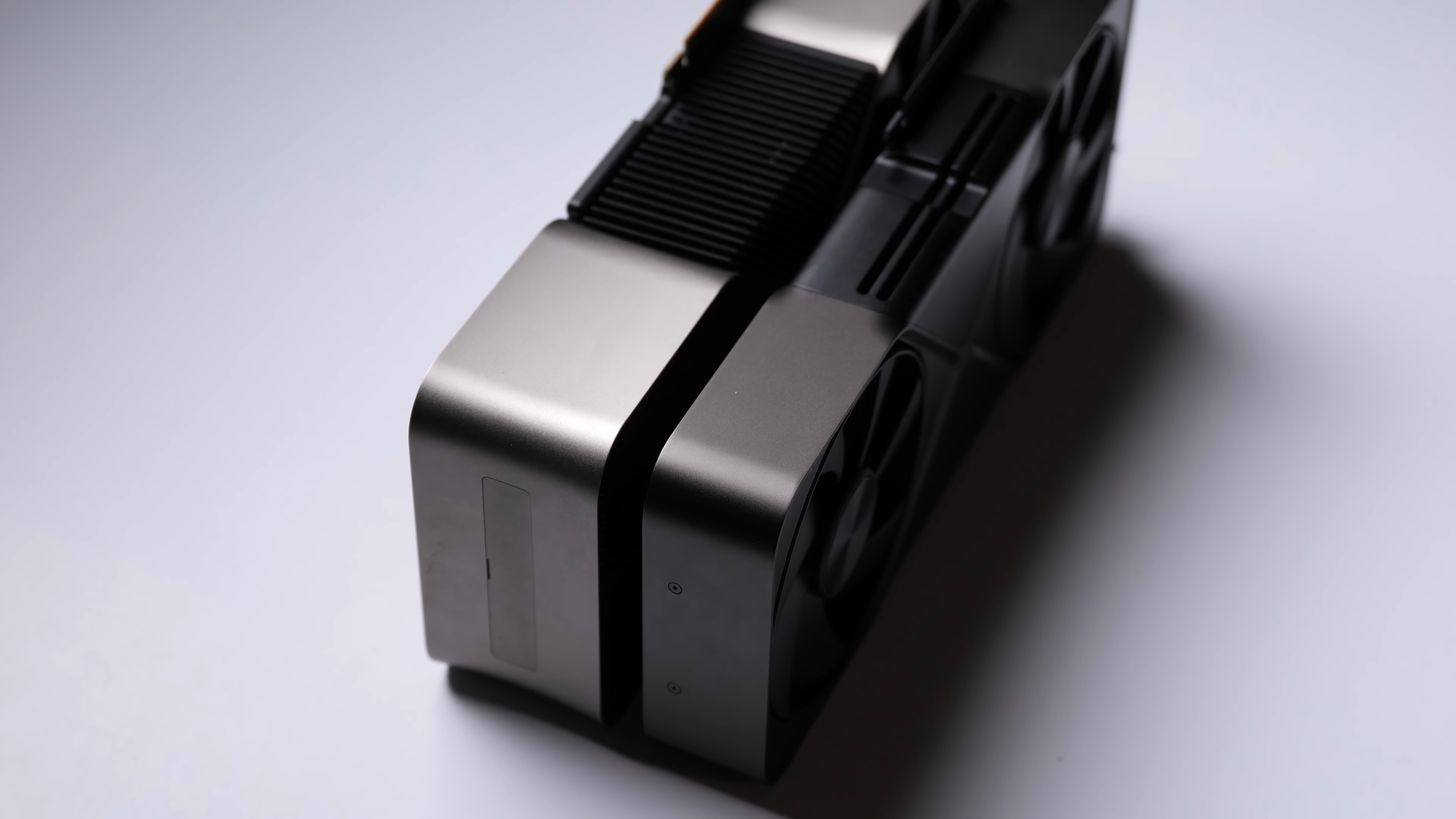
Größenvergleich zwischen RTX 5090 (rechts) und dem Vorgänger RTX 4090, beide in der Founders Edition

GPUs der GeForce-RTX-50-Serie sind die ersten GPUs für den Endverbrauchermarkt mit GDDR7-Videospeicher, was eine größere Speicherbandbreite bei gleicher Busbreite im Vergleich zum GDDR6- und GDDR6X-Speicher der RTX-40-Serie ermöglicht. Desktop-GPUs der RTX-50-Serie verwenden GDDR7-Module von Samsung, da diese früher zur Validierung verfügbar waren als Module von SK Hynix und Micron.

### 12V-2×6 Anschluss
Die GeForce-RTX-50-Serie verwendet den 16-poligen 12V-2×6-Anschluss, der eine Überarbeitung des 12VHPWR-Anschlusses der RTX-40-Serie darstellt. Bei einigen RTX 4090-GPUs gab es Probleme mit dem Schmelzen des 12VHPWR-Anschlusses, da der Anschluss nicht vollständig saß und es Konstruktionsfehler im Anschluss gab, die keine ausreichende Sicherheit und Fehlertoleranz implementierten. Die im Juli 2023 von PCI-SIG veröffentlichte Überarbeitung des 12V2×6-Anschlusses behob dieses Problem, indem die vier Sensorstifte gekürzt wurden, sodass der Anschluss keinen Strom liefert, wenn er nicht vollständig sitzt. Das 12VHPWR-Design würde immer noch bis zu 150 W Leistung ziehen, selbst wenn die Sensorstifte keinen vollständigen Kontakt hätten. 12V-2×6 ist abwärtskompatibel mit vorhandenen 12VHPWR-Kabeln und -Adaptern.
Nvidia hat seinen AIB-Partnern vorgeschrieben, dass bei allen Designs der RTX-50-Serie der 16-polige 12V-2×6-Anschluss verwendet werden muss. Bei der RTX-40-Serie war der 12VHPWR-Anschluss nur bei SKUs mit höherer Leistung wie der RTX 4070 Ti, RTX 4080 und RTX 4090 vorgeschrieben, während bei den AIB-Designs RTX 4060, RTX 4060 Ti und RTX 4070 die Möglichkeit bestand, 8-polige PCIe-Anschlüsse zu verwenden. Der 600 W-fähige 12VHPWR-Anschluss wäre bei SKUs unter 200 W nicht erforderlich gewesen.

### I/O
Die GeForce-RTX-50-Serie umfasst DisplayPort 2.1a mit höheren Display-Ausgabedatenraten zur Unterstützung von Displays mit hoher Auflösung und hoher Bildwiederholrate. Die RTX-40-Serie wurde dafür kritisiert, dass sie nur DisplayPort 1.4 (32 Gbit/s) umfasste, während die konkurrierende Radeon-RX 7000-Serie DisplayPort 2.1 UHBR13.5 (54 Gbit/s) umfasste.
Auf der Consumer Electronics Show 2025 kündigte VESA eine Zusammenarbeit mit Nvidia am neuen aktiven Kabelstandard DP80LL („low loss“) UHBR20 an. DP80LL ermöglicht 80 Gbit/s DisplayPort 2.1 mit einer Kabellänge von bis zu 3 Metern, da passive DP80-Kabel aufgrund von Bedenken hinsichtlich der Signalintegrität in der Länge begrenzt sind.

### Grafikkartenmodelle der 50er-Serie weiterer Hersteller

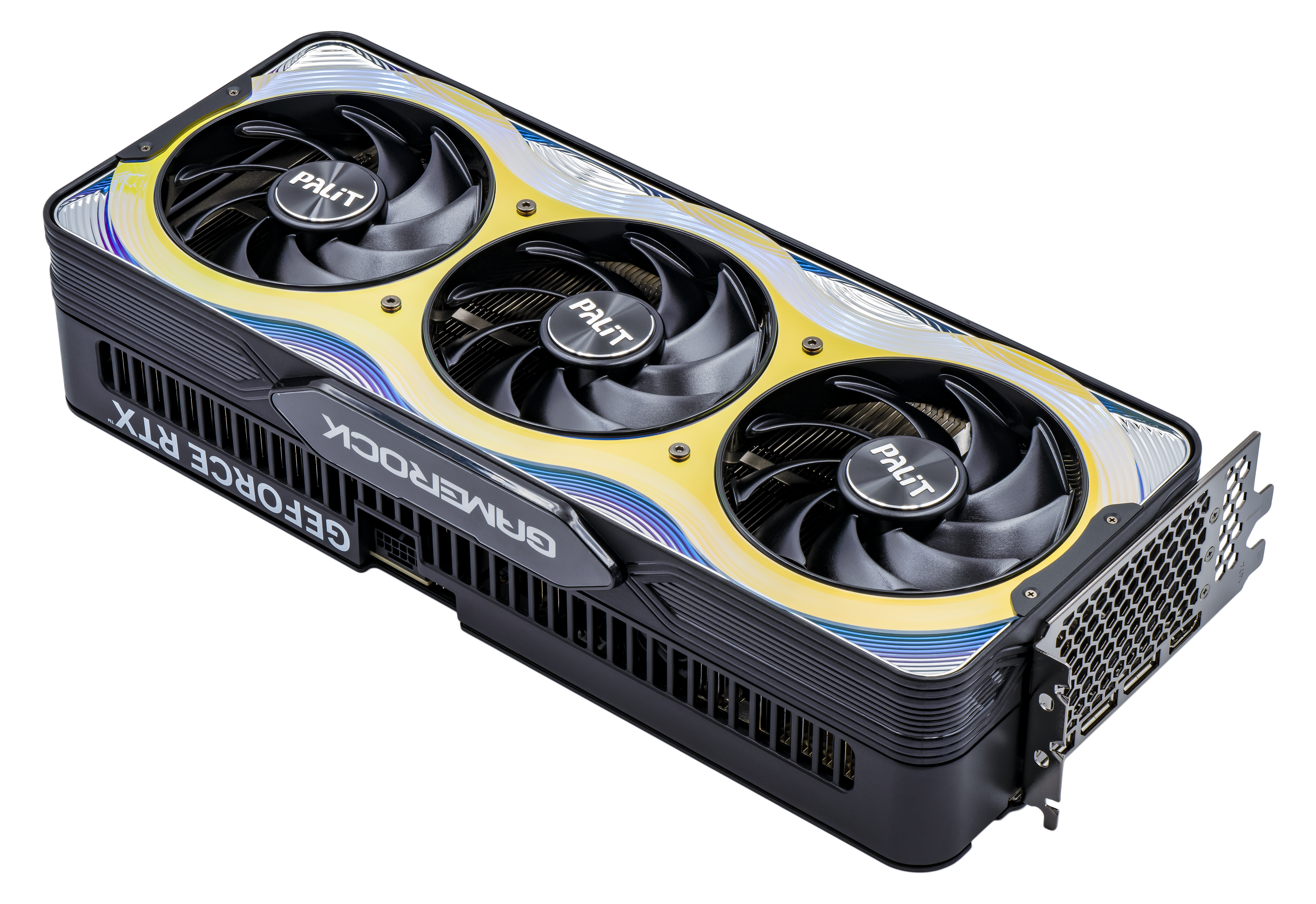
Die Palit GeForce RTX 5090 Gamerock als sogenanntes "Custom-Modell"

Neben der NVIDIA GeForce RTX 50XX Founders Edition bieten weitere Hersteller eigene Karten mit NVIDIA Blackwell-Grafikprozessor an. Diese umfassen ASUS, Gainward, Gigabyte, Inno3D, KFA2, Manli, MSI, Palit, PNY und Zotac. Diese Modelle umfassen sowohl luftgekühlte Modelle, als auch welche mit Wasserkühlung.

## Datenübersicht

### Grafikprozessoren
| Grafik- chip | Fertigung | Fertigung      | Fertigung   | Einheiten | Einheiten      | Einheiten      | Einheiten      | Einheiten         | Einheiten     | Einheiten | L2- Cache | API-Support | API-Support | API-Support | API-Support | API-Support | Video- pro- zessor | Bus- Schnitt- stelle      |
| Grafik- chip | Pro- zess | Transis- toren | Die- Fläche | ROPs      | Unified-Shader | Unified-Shader | Unified-Shader | Textur- einheiten | Tensor- kerne | RT- Kerne | L2- Cache | DirectX     | OpenGL      | OpenCL      | CUDA        | Vulkan      | Video- pro- zessor | Bus- Schnitt- stelle      |
| Grafik- chip | Pro- zess | Transis- toren | Die- Fläche | ROPs      | GPC            | SM             | ALUs           | Textur- einheiten | Tensor- kerne | RT- Kerne | L2- Cache | DirectX     | OpenGL      | OpenCL      | CUDA        | Vulkan      | Video- pro- zessor | Bus- Schnitt- stelle      |
| ------------ | --------- | -------------- | ----------- | --------- | -------------- | -------------- | -------------- | ----------------- | ------------- | --------- | --------- | ----------- | ----------- | ----------- | ----------- | ----------- | ------------------ | ------------------------- |
| GB202        | TSMC 4NP  | 92,2 Mrd.      | 750 mm²     | 192       | 12             | 192            | 24576          | 768               | 768           | 192       | 128 MiB   | 12.2        | 4.6         | 3.0         | 12.8        | 1.4         | VP11               | PCIe 5.0 ×16              |
| GB203        | TSMC 4NP  | 45,6 Mrd.      | 378 mm²     | 112       | 07             | 084            | 10752          | 336               | 336           | 084       | 064 MiB   | 12.2        | 4.6         | 3.0         | 12.8        | 1.4         | VP11               | PCIe 5.0 ×16              |
| GB205        | TSMC 4NP  | 31,1 Mrd.      | 263 mm²     | 080       | 05             | 050            | 06400          | 200               | 200           | 050       | 048 MiB   | 12.2        | 4.6         | 3.0         | 12.8        | 1.4         | VP11               | PCIe 5.0 ×16              |
| GB206        | TSMC 4NP  | 21,9 Mrd.      | 181 mm²     | 064       | 03             | 036            | 04608          | 144               | 144           | 036       | 032 MiB   | 12.2        | 4.6         | 3.0         | 12.8        | 1.4         | VP11               | PCIe 5.0 ×16 PCIe 5.0 ×80 |
| GB207        | TSMC 4NP  | 16,9 Mrd.      | 149 mm²     | 032       | 02             | 020            | 02560          | 080               | 080           | 020       | 032 MiB   | 12.2        | 4.6         | 3.0         | 12.8        | 1.4         | VP11               | PCIe 5.0 ×16 PCIe 5.0 ×80 |

### Desktop-Modelldaten
| Marke \| Modell | Marke \| Modell | Offizieller Launch | Grafikprozessor (GPU) | Grafikprozessor (GPU) | Grafikprozessor (GPU) | Grafikprozessor (GPU) | Grafikprozessor (GPU) | Grafikprozessor (GPU) | Grafikprozessor (GPU) | Grafikprozessor (GPU) | Grafikprozessor (GPU) | Grafikspeicher  | Grafikspeicher | Grafikspeicher      | Grafikspeicher              | Leistungsdaten          | Leistungsdaten          | Leistungsdaten | Leistungsdaten | Leistungsaufnahme | Leistungsaufnahme | Leistungsaufnahme |
| Marke \| Modell | Marke \| Modell | Offizieller Launch | Typ                   | Aktive Einheiten      | Aktive Einheiten      | Aktive Einheiten      | Aktive Einheiten      | Aktive Einheiten      | Aktive Einheiten      | Chiptakt              | Chiptakt              | Speicher- größe | Speicher- takt | Speicher- interface | Speicher- bandbreite (GB/s) | Rechenleistung (TFlops) | Rechenleistung (TFlops) | Füllrate       | Füllrate       | MGCP              | Messwerte         | Messwerte         |
| Marke \| Modell | Marke \| Modell | Offizieller Launch | Typ                   | ROPs                  | SM                    | ALUs                  | Textur- einheiten     | Tensor- kerne         | RT- Kerne             | Basis (MHz)           | Boost (MHz)           | Speicher- größe | Speicher- takt | Speicher- interface | Speicher- bandbreite (GB/s) | Rechenleistung (TFlops) | Rechenleistung (TFlops) | Pixel (GP/s)   | Texel (GT/s)   | MGCP              | Idle              | 3D- Last          |
| Marke \| Modell | Marke \| Modell | Offizieller Launch | Typ                   | ROPs                  | SM                    | ALUs                  | Textur- einheiten     | Tensor- kerne         | RT- Kerne             | Basis (MHz)           | Boost (MHz)           | Speicher- größe | Speicher- takt | Speicher- interface | Speicher- bandbreite (GB/s) | 32 bit                  | 64 bit                  | Pixel (GP/s)   | Texel (GT/s)   | MGCP              | Idle              | 3D- Last          |
| --------------- | --------------- | ------------------ | --------------------- | --------------------- | --------------------- | --------------------- | --------------------- | --------------------- | --------------------- | --------------------- | --------------------- | --------------- | -------------- | ------------------- | --------------------------- | ----------------------- | ----------------------- | -------------- | -------------- | ----------------- | ----------------- | ----------------- |
| GeForce RTX     | 5050            | 24. Juni 2025      | GB207                 | 032                   | 020                   | 02560                 | 080                   | 080                   | 020                   | 2317                  | 2572                  | 08 GiB GDDR6    | 2500 MHz       | 128 Bit             | 0320                        | 013,17                  | 0,21                    | 082,3          | 0205,8         | 130 W             | k. A.             | k. A.             |
| GeForce RTX     | 5060            | 19. Mai 2025       | GB206                 | 048                   | 030                   | 03840                 | 120                   | 120                   | 030                   | 2280                  | 2497                  | 08 GiB GDDR7    | 1750 MHz       | 128 Bit             | 0448                        | 019,18                  | 0,30                    | 119,9          | 0299,6         | 145 W             | 11 W              | 139 W             |
| GeForce RTX     | 5060 Ti         | 16. Apr. 2025      | GB206                 | 048                   | 036                   | 04608                 | 144                   | 144                   | 036                   | 2407                  | 2572                  | 08 GiB GDDR7    | 1750 MHz       | 128 Bit             | 0448                        | 023,70                  | 0,37                    | 123,5          | 0370,4         | 180 W             | 12 W              | 160 W             |
| GeForce RTX     | 5060 Ti         | 16. Apr. 2025      | GB206                 | 048                   | 036                   | 04608                 | 144                   | 144                   | 036                   | 2407                  | 2572                  | 16 GiB GDDR7    | 1750 MHz       | 128 Bit             | 0448                        | 023,70                  | 0,37                    | 123,5          | 0370,4         | 180 W             | 12 W              | 163 W             |
| GeForce RTX     | 5070            | 4. März 2025       | GB205                 | 080                   | 048                   | 06144                 | 192                   | 192                   | 048                   | 2325                  | 2512                  | 12 GiB GDDR7    | 1750 MHz       | 192 Bit             | 0672                        | 030,90                  | 0,48                    | 201,0          | 0482,3         | 250 W             | 12 W              | 230 W             |
| GeForce RTX     | 5070 Super      | 2025               | GB205                 | 080                   | 050                   | 06400                 | 200                   | 200                   | 050                   | 2325                  | 2512                  | 18 GiB GDDR7    | 1750 MHz       | 192 Bit             | 0672                        | 032,15                  | 0,50                    | 201,0          | 0502,4         | 275 W             | k. A.             | k. A.             |
| GeForce RTX     | 5070 Ti         | 20. Feb. 2025      | GB203                 | 096                   | 070                   | 08960                 | 280                   | 280                   | 070                   | 2295                  | 2452                  | 16 GiB GDDR7    | 1750 MHz       | 256 Bit             | 0896                        | 043,90                  | 0,69                    | 235,4          | 0686,6         | 300 W             | 20 W              | 287 W             |
| GeForce RTX     | 5070 Ti Super   | 2025               | GB203                 | 096                   | 070                   | 08960                 | 280                   | 280                   | 070                   | 2295                  | 2452                  | 16 GiB GDDR7    | 1750 MHz       | 256 Bit             | 0896                        | 043,94                  | 0,69                    | 235,4          | 0686,6         | 350 W             | k. A.             | k. A.             |
| GeForce RTX     | 5080            | 30. Jan. 2025      | GB203                 | 112                   | 084                   | 10752                 | 336                   | 336                   | 084                   | 2295                  | 2617                  | 16 GiB GDDR7    | 1875 MHz       | 256 Bit             | 0960                        | 056,30                  | 0,88                    | 293,1          | 0879,3         | 360 W             | 18 W              | 311 W             |
| GeForce RTX     | 5080 Super      | 2025               | GB203                 | 112                   | 084                   | 10752                 | 336                   | 336                   | 084                   | 2295                  | 2617                  | 24 GiB GDDR7    | 2000 MHz       | 256 Bit             | 1020                        | 056,28                  | 0,88                    | 293,1          | 0879,3         | 415 W             | k. A.             | k. A.             |
| GeForce RTX     | 5090            | 30. Jan. 2025      | GB202                 | 176                   | 170                   | 21760                 | 680                   | 680                   | 170                   | 2017                  | 2407                  | 32 GiB GDDR7    | 1750 MHz       | 512 Bit             | 1792                        | 104,80                  | 1,64                    | 423,6          | 1636,8         | 575 W             | 31 W              | 509 W             |
| GeForce RTX     | 5090 DD         | 2025               | GB202                 | 176                   | 170                   | 21760                 | 680                   | 680                   | 170                   | 2017                  | 2407                  | 24 GiB GDDR7    | 1750 MHz       | 384 Bit             | 1340                        | 104,80                  | 1,64                    | 423,6          | 1636,8         | 575 W             | k. A.             | k. A.             |
| GeForce RTX     | 5090 D          | 30. Jan. 2025      | GB202                 | 176                   | 170                   | 21760                 | 680                   | 680                   | 170                   | 2017                  | 2407                  | 32 GiB GDDR7    | 1750 MHz       | 512 Bit             | 1792                        | 104,80                  | 1,64                    | 423,6          | 1636,8         | 575 W             | k. A.             | k. A.             |

### Notebook-Modelldaten
| Marke \| Modell | Marke \| Modell | Offizieller Launch | Grafikprozessor (GPU) | Grafikprozessor (GPU) | Grafikprozessor (GPU) | Grafikprozessor (GPU) | Grafikprozessor (GPU) | Grafikprozessor (GPU) | Grafikprozessor (GPU) | Grafikprozessor (GPU) | Grafikprozessor (GPU) | Grafikspeicher  | Grafikspeicher | Grafikspeicher      | Grafikspeicher              | Leistungsdaten          | Leistungsdaten          | Leistungsdaten | Leistungsdaten | MGCP     |
| Marke \| Modell | Marke \| Modell | Offizieller Launch | Typ                   | Aktive Einheiten      | Aktive Einheiten      | Aktive Einheiten      | Aktive Einheiten      | Aktive Einheiten      | Aktive Einheiten      | Chiptakt              | Chiptakt              | Speicher- größe | Speicher- takt | Speicher- interface | Speicher- bandbreite (GB/s) | Rechenleistung (TFlops) | Rechenleistung (TFlops) | Füllrate       | Füllrate       | MGCP     |
| Marke \| Modell | Marke \| Modell | Offizieller Launch | Typ                   | ROPs                  | SM                    | ALUs                  | Textur- einheiten     | Tensor- kerne         | RT- Kerne             | Basis (MHz)           | Boost (MHz)           | Speicher- größe | Speicher- takt | Speicher- interface | Speicher- bandbreite (GB/s) | Rechenleistung (TFlops) | Rechenleistung (TFlops) | Pixel (GP/s)   | Texel (GT/s)   | MGCP     |
| Marke \| Modell | Marke \| Modell | Offizieller Launch | Typ                   | ROPs                  | SM                    | ALUs                  | Textur- einheiten     | Tensor- kerne         | RT- Kerne             | Basis (MHz)           | Boost (MHz)           | Speicher- größe | Speicher- takt | Speicher- interface | Speicher- bandbreite (GB/s) | 32 bit                  | 64 bit                  | Pixel (GP/s)   | Texel (GT/s)   | MGCP     |
| --------------- | --------------- | ------------------ | --------------------- | --------------------- | --------------------- | --------------------- | --------------------- | --------------------- | --------------------- | --------------------- | --------------------- | --------------- | -------------- | ------------------- | --------------------------- | ----------------------- | ----------------------- | -------------- | -------------- | -------- |
| GeForce RTX     | 5050 Mobile     | 24. Juni 2025      | GB207                 | 032                   | 20                    | 02560                 | 080                   | 080                   | 20                    | 2235                  | 2662                  | 08 GiB GDDR7    | 1750 MHz       | 128 Bit             | 384                         | 12,90                   | 0,20                    | 080,6          | 201,6          | 35–100 W |
| GeForce RTX     | 5060 Mobile     | Mai 2025           | GB206                 | 032                   | 26                    | 03328                 | 104                   | 104                   | 26                    | 0952                  | 1455                  | 08 GiB GDDR7    | 1750 MHz       | 128 Bit             | 384                         | 09,68                   | 0,15                    | 046,6          | 151,3          | 45–100 W |
| GeForce RTX     | 5070 Mobile     | Apr. 2025          | GB206                 | 048                   | 36                    | 04608                 | 144                   | 144                   | 36                    | 0907                  | 1425                  | 08 GiB GDDR7    | 1750 MHz       | 128 Bit             | 384                         | 13,13                   | 0,21                    | 068,4          | 205,2          | 50–100 W |
| GeForce RTX     | 5070 Ti Mobile  | März 2025          | GB205                 | 064                   | 46                    | 05888                 | 184                   | 184                   | 46                    | 0847                  | 1447                  | 12 GiB GDDR7    | 1750 MHz       | 192 Bit             | 672                         | 17,04                   | 0,27                    | 092,6          | 266,2          | 60–115 W |
| GeForce RTX     | 5080 Mobile     | 2. Apr. 2025       | GB203                 | 096                   | 60                    | 07680                 | 240                   | 240                   | 60                    | 0975                  | 1500                  | 16 GiB GDDR7    | 1750 MHz       | 256 Bit             | 896                         | 23,04                   | 0,36                    | 144,0          | 360,0          | 80–150 W |
| GeForce RTX     | 5090 Mobile     | 27. März 2025      | GB203                 | 112                   | 82                    | 10496                 | 328                   | 328                   | 82                    | 0990                  | 1515                  | 24 GiB GDDR7    | 1750 MHz       | 256 Bit             | 896                         | 31,80                   | 0,50                    | 169,7          | 496,9          | 95–150 W |

## Rezeption

### RTX 5080
Die RTX 5080 wurde von der ComputerBase als „[...] isoliert betrachtet gute Grafikkarte [...]“ mit „[...] genügend Leistung für das Spielen in Ultra HD [...]“ bezeichnet. Gelobt wurde neben der DLSS-4-Kompatibilität die Effizienz sowie die niedrigen Betriebstemperaturen. Allerdings wurde der geringe Leistungssprung im Vergleich zum Vorgängermodell kritisiert: „So macht die Grafikkarte den kleinsten Leistungssprung zum Vorgänger, den es mit einer 80er-GeForce in über zwei Jahrzehnten GeForce je gegeben hat [...]“.